# Academia de la Legión
La Academia de la Legión es una escuela de formación ficticia creada para los futuros reclutas de la Legión de Super-Héroes de DC Comics, creado por Jim Shooter y Curt Swan, y ha sido reutilizada y revisitada por los creadores posteriores en varias de las iteraciones evolutivas de la Legión durante años.

## Descripción del grupo
La Academia es a la vez una fuente para nuevos personajes secundarios y para los subtítulos de la serie principal que han generado subtramas especiales (pro lo que tienen un historial establecido a la hora de establecer la búsqueda de legionarios, la elección a través de concursos contratar suplentes destinados a expandir la lista), también han preparado a varios personajes favoritos para formar parte de los eventuales papeles protagonistas. Chemical King, Dawnstar, Karate Kid II, Magnetic Kid II, Tellus and Timber Wolf son los graduados más famosos de la Academia. La formación que tienen no puede ser deficiente en ningún motivo, sin embargo, en el caso de Chemical King, Karate Kid II y Magnetic Kid II que murieron en batalla, y a pesar de que esos fueron sacrificios desinteresados, hecho para poder salvar a otros, enseña claramente que poseen un fuerte heroísmo.
En las historias recientes, la Academia ha sido dirigida por largo tiempo por los legionarios Duplicate Damsel y Bouncing Boy, una pareja casada que asumieron funciones de apadrinamiento con los estudiantes. También les presta asistencia Night Girl, una ex-legionaria y amante suplente en su momento del líder de la Legión Cosmic Boy. La noticia sobre el artista favorito de los fanes del equipo Phil Jimenez contribuyó al género que entusiasmo tempranamente. La más reciente mezcla incluyó una mezcla de personajes mayores y nuevos, incluyó a Power Boy, Gravity Kid, Chemical Kid, Variable Lad, Glorith y Dragonwing.

## Biografía del equipo

### Pre-Crisis y Post Crisis
La Academia de la Legión se desarrolló en la segunda mitad del siglo XXX para educar a los jóvenes estudiantes en el uso de sus poderes y habilidades y convertirlos en posibles miembros de la Legión de Superhéroes. Los Planetas Unidos aceptaron financiar a la Academia. La Academia también capacita a los estudiantes que no tienen ningún deseo de estar en la Legión.
Fue localizada por primera vez en Weisinger Plaza, donde se unió a la recién reconstruida sede de la Legión. La Academia se trasladó más tarde a Old Montauk Point, cerca de Metrópolis. La ubicación permite un refugio seguro para los estudiantes. La torre y el centro adyacentes contienen las aulas, salas de formación, una biblioteca, comedor, laboratorios y viviendas para los estudiantes y profesores. Varios estudiantes de la Academia de la Legión llegaron a ser legionarios como Timber Wolf, Chemical King, Dawnstar, Magnetic-Kid y Tellus. La Academia también ha entrenado recientemente a los ya nombrados legionarios como el nuevo chico invisible y el mística Bruja Blanca en cómo utilizar mejor sus habilidades en un ambiente de grupo.
La Academia es supervisada por los miembros de reserva de la Legión, Bouncing Boy y Duo Damsel, quienes enseñan a los jóvenes estudiantes. En la historia "Cinco años después" la Academia de la Legión se cerró y se convirtió en la escuela militar de los Planetas Unidos.

## Miembros
Graduados
- Visi-Lad (graduado, instructor)
- Shadow Kid (graduada)
- Tellus(graduado)
- Timber Wolf (graduado)
- Dawnstar (graduada)
- Karate Kid (Myg) (graduado y fallecido)

Los recultas de Takron-Galtos
- Lamprey (reclutado por Takron-Galtos)
- Power Boy (reclutado por Takron-Galtos)

Miembros de la Academia
- Chemical Kid
- Comet Queen
- Crystal Kid
- Dragonwing
- Glorith
- Nightwind
- Magnetic Kid (graduada, fallecida)
- Luornu Durgo
- Brainiac 5
- Supergirl / Kara Zor-El

Recluta de la Policía Científica
- Mandalla (reclutada por la Policía Científica)

Otros Miembros/ex-miembros
- Gravity Kid (dejó la academia)
- Laurel Kent (traidora, expulsada)
- Chemical King (fallecido)
- Mentalla (fallecida)
- Variable Lad (fallecido)
- Westerner (Desconocido)
- Urk (Desconocido)

## En otros medios
- La Academia de la Legión aparece en la serie animada Legion of Super Heroes (2006).
- La Academia de la Legión aparece en la película animada Legión de Super-Héroes (2023).